# هاري سكوت سميث
هاري سكوت سميث (بالإنجليزية: Harry Scott Smith)‏ هو عالم حشرات أمريكي، ولد في 29 نوفمبر 1883 في أورورا في الولايات المتحدة، وتوفي في 28 نوفمبر 1957.